# Wieża widokowa w Różance
Wieża widokowa w Różance – turystyczna wieża widokowa, otwarta w 2019, położona w południowej części Pogórza Strzyżowskiego, na wysokości około 320 m.

## Opis
Wieża znajduje się na terenie miejscowości Różanka i wzniesiona została przez Gminę Wiśniowa w ramach budowy infrastruktury turystycznej.  Wieża o wysokości całkowitej 14 m konstrukcji stalowo-drewnianej wsparta jest na czterech słupach. Posiada trzy tarasy widokowe, najwyższy znajduje się na wysokości 10 m. Całą konstrukcję wieńczy drewniany kopertowy dach.
Z wieży roztacza się widok obejmujący Pogórze Strzyżowskie i Pogórze Dynowskie. Tuż przy wieży znajduje się odnowiony drewniany wiatrak z 1946.

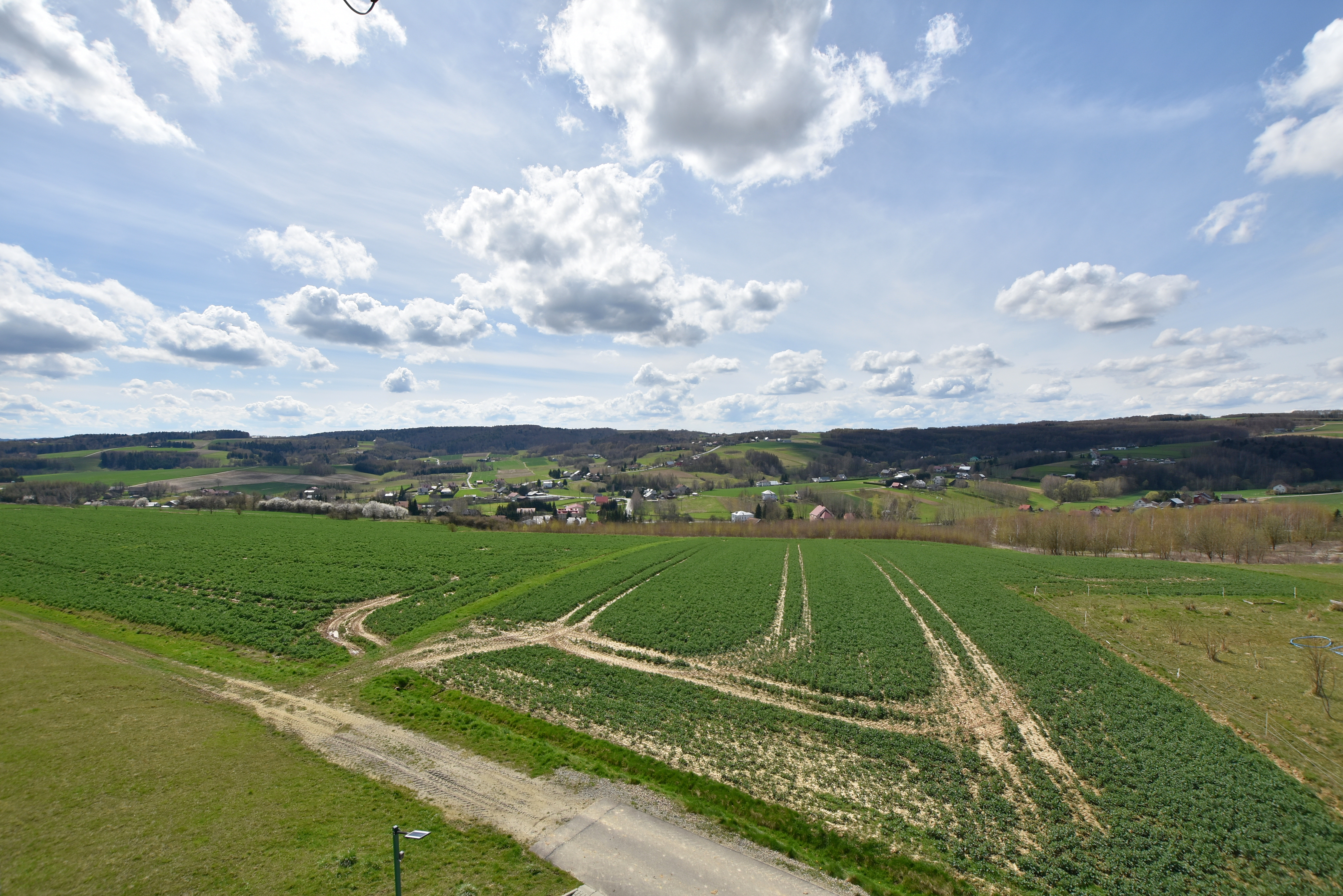
Widok z wieży na południe
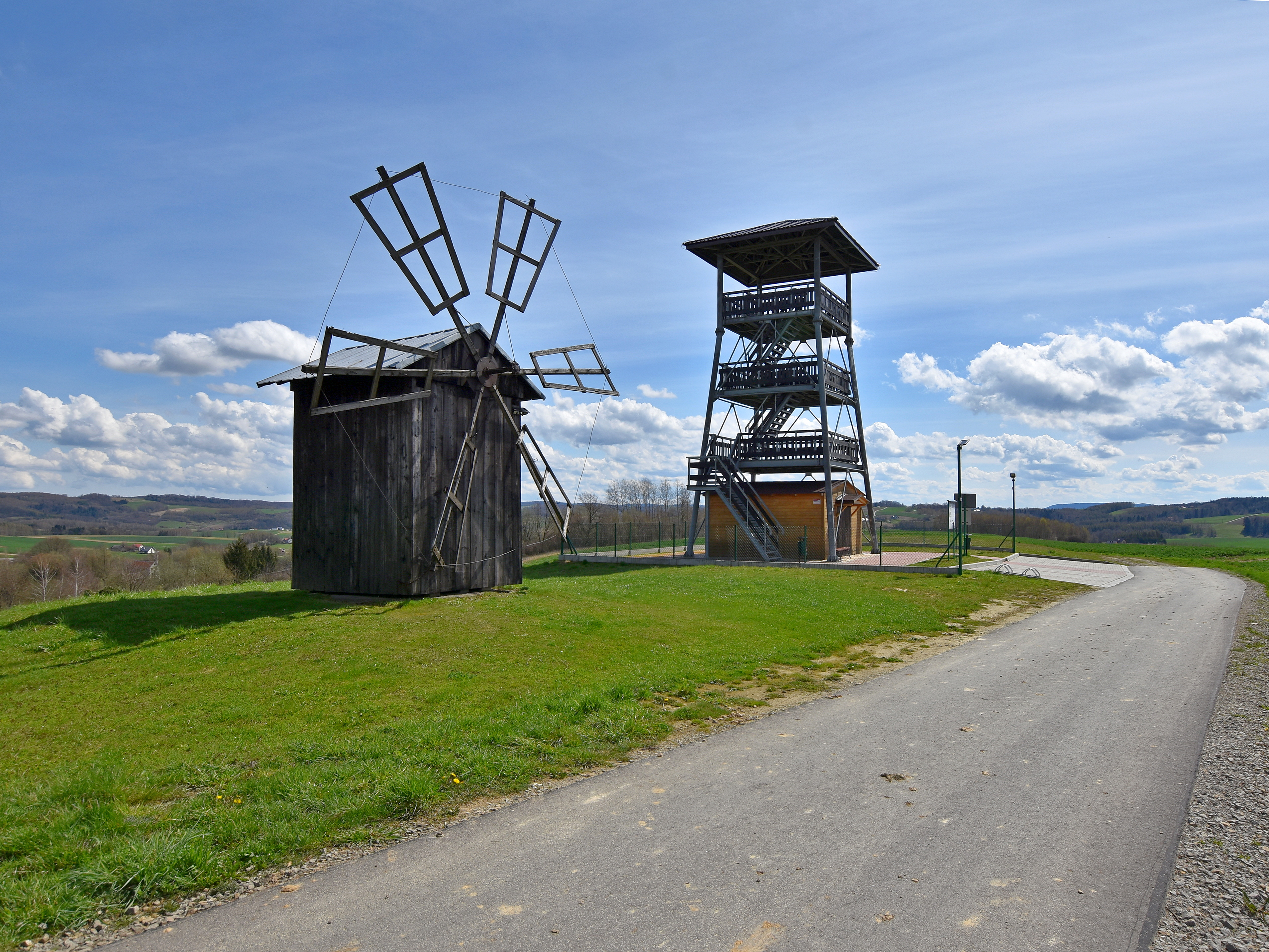
Wiatrak obok wieży
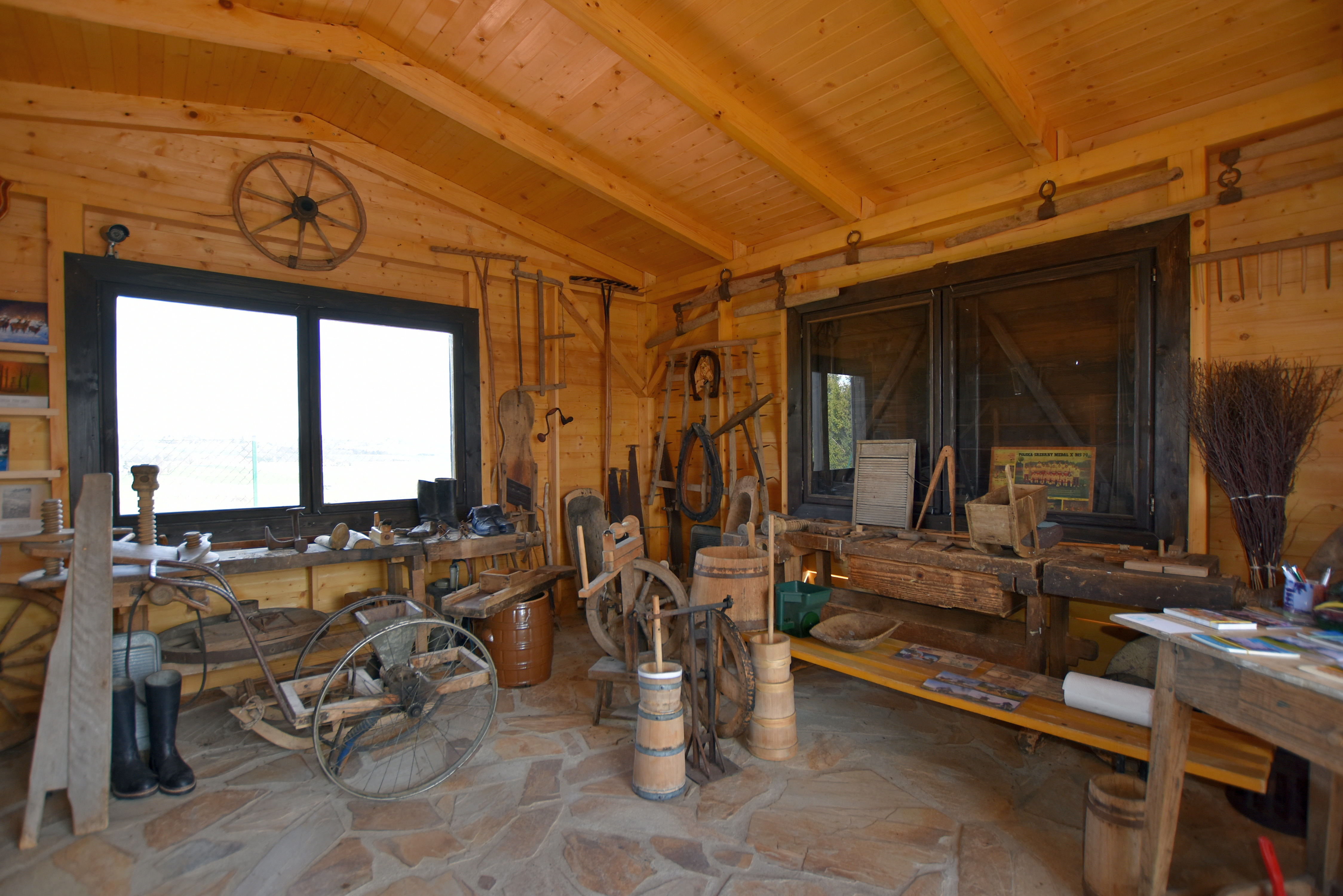
Muzeum w budynku wieży